# Abele Blanc
Abele Blanc (* 2. September 1954 in Aosta) ist ein italienischer Bergsteiger und Bergführer. Er ist der 23. Mensch, der alle Achttausender bestiegen hat. Nachdem er bei seiner ersten Besteigung des Mount Everest Flaschensauerstoff nutzte, wiederholte er die Besteigung 2010 in einer italienischen Expedition zusammen mit Silvio Mondinelli, Michele Enzio und Marco Camandona ohne diese Besteigungshilfe. Am Gipfeltag trafen sie auf die allein aufsteigende Gerlinde Kaltenbrunner, deren Mann Ralf Dujmovits im letzten Lager zurückgeblieben war, und erreichten zusammen den Gipfel. Dabei hatte Gerlinde Kaltenbrunner einen großen Anteil am Erfolg, da sie sich trotz der großen Kälte und des stürmischen Windes nicht vom Erfolg abbringen ließ und, wie es Mondinelli später formulierte, „wir Männer uns nicht blamieren wollten“. Sie waren von 400 Bergsteigern die einzigen fünf, die im Frühjahr den Gipfel des Mount Everest by fair means erreichten.
Somit hat Abele Blanc nur den Kangchendzönga mit Hilfe von Flaschensauerstoff bestiegen. Blanc schloss die Besteigungsserie am 26. April 2011 im Alter von 56 Jahren an der Annapurna ab.
Blanc war bis zu Christian Kuntners Tod an der Annapurna dessen regelmäßiger Kletterpartner, mit dem er zum internationalen Jahr des Berges 2002 ein Projekt ganz besonderer Art geplant hatte: Von Mitte April bis Mitte Juli 2002 sollten alle anerkannten 4000er Gipfel der Alpen bestiegen werden. Eine wochenlange Schlechtwetterphase machte es ihnen jedoch unmöglich und so erreichten sie „nur“ knapp 60 der 84 Gipfel in der geplanten Zeit.
Blanc und seine Kollegen Marco Camadona und Marco Barmasse wurden bei dem Lawinenunglück an der Annapurna im Jahr 2005, bei dem Kuntner ums Leben kam, schwer verletzt.
Blanc hat angekündigt, er wolle die Achttausender-Serie auch ohne Flaschensauerstoff vollenden und dazu den Kangchendzönga noch einmal besteigen. Er war 1995 gemeinsamen mit Sergio Martini an dem Berg. Während eines Rettungsversuches für Benoît Chamoux setzten sie Flaschensauerstoff ein.